# Tài xỉu

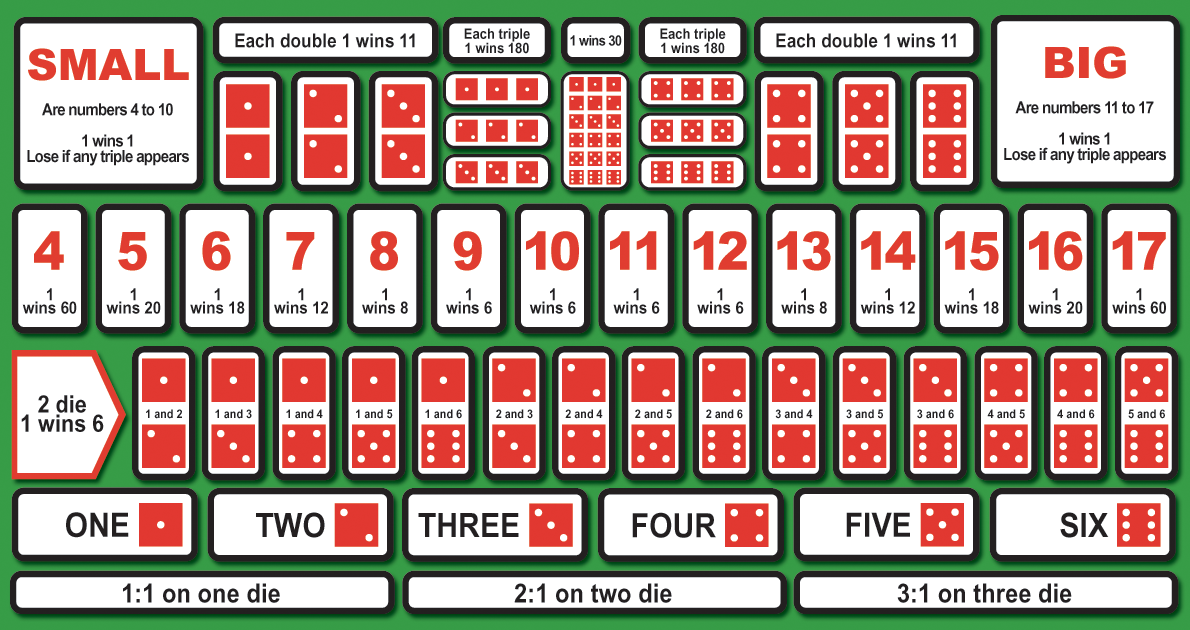
Bố cục của một bàn sic bo

Sic bo (21, Vingt-et-un hay Pontoon) tại Việt Nam thường được gọi là tài xỉu, ít phổ biến hơn là các tên "lớn và nhỏ" hoặc theo cách gọi tại Philippines và Thái Lan là hi-lo (viết tắt của High - Cao và Low - Thấp, trong Tiếng Anh), là một trò chơi với ba con xúc xắc mỗi con có 6 mặt mỗi mặt có các dấu chấm từ 1-6. Grand risk và chuck-a-luck là 2 biến thể, trò chơi được bắt nguồn từ Trung Quốc và hiện cũng đang rất thịnh hành tại các quốc gia Châu Á.
Nghĩa đen của Sic bo là "viên ngọc quý", trong khi  Tài xỉu có nghĩa là "lớn hay nhỏ". Sic bo là một trò chơi cờ bạc, luôn có mặt ở các sòng bài lớn, tuy nhiên nó phổ biến ở châu Á hơn, nhất là các nước có ngành công nghiệp casino như là Macau, Hong Kong, Nhưng hiện nay hầu hết các sòng bài lớn ở Mỹ đều có trò chơi này bên cạnh Baccarat và Roulette.

## Lịch sử phát triển

### Trung Quốc cổ đại
Không có một tài liệu chính xác và cụ thể về khoảng thời gian mà Sic bo bắt đầu xuất hiện và hình thành. Tuy nhiên, giới khảo cổ cho rằng Sic bo tồn tại từ giai đoạn Trung Quốc cổ đại khi các phần Đại lục đang bị chia cắt và cát cứ bởi nhiều quốc gia khác nhau. Quân lính sử dụng Sic bo với tên cổ là tài xỉu như một thú vui sau mỗi trận chiến. Các xúc xắc ban đầu được tạo ra từ xương động vật, đá hoặc các loại vỏ của loài giáp xác (nếu vùng chiến sự cạnh biển). Sau đó, nó còn được tạo ra từ xương người như một hình thức khẳng định sức mạnh của binh lính và tướng chỉ huy. Trò chơi này tiếp tục được phát triển và dần biết đến bởi giới thượng lưu tại Trung Quốc cổ đại và dần lan rộng ra toàn thế giới nhờ các tiểu thương người nước ngoài trao đổi và buôn bán hàng hóa, thông qua các cảng biển. Sic bo có khá nhiều tên gọi trong giai đoạn này bao gồm Dai Su, nghĩa là Bát xúc hoặc Tai Sai nghĩa là Cặp xúc sắc.

### Mỹ
Không có chi tiết chính xác về giai đoạn Sic bo tới Mỹ nhưng nó được cho rằng xuất hiện vào đầu thế kỷ 20 nhờ những người nhập cư từ Trung Quốc. Năm 2003, Sic bo lần đầu tiên có mặt tại một sòng bạc tại Las Vegas, Mỹ.

### Ngày nay
Hiện tại, Sic bo đã trở nên rất phổ biến tại hầu hết các sòng bạc trên thế giới. Trải dài từ Trung Quốc, cho đến các tụ điểm bài bạc lớn như HongKong hay Ma Cao. Ở Mỹ, tất cả các sòng bạc tại Las Vegas, cũng như những bang được cấp phép hợp thức hóa trò chơi bài bạc đều có hình thức này. Cách chơi của Sic bo cũng đã được hoàn thiện và khác biệt hơn rất nhiều so với giai đoạn mới bắt đầu xuất hiện. Từ việc chỉ có 2 cửa để cược là tài - xỉu hoặc trên - dưới hoặc cao - thấp, Sic bo có một hệ thống các cửa đặt chi tiết, dựa trên những tỉ lệ xác suất khác nhau tuân theo quy tắc: Cửa nào có tỉ lệ ra càng ít, tỉ lệ thắng tiền càng lớn.

## Các kiểu cược
Trong trò chơi này, người chơi đặt cược trên các vị trí trên bàn được chia thành các ô có tên. Sau đó, người chia bài lấy một hộp nhỏ chứa các quả xúc xắc, họ đóng hộp và lắc trước khi mở nó để xem kết quả.

## So sánh với trò chơi craps
Sic bo và craps là hai trò chơi sòng bạc sử dụng xúc xắc. Tuy nhiên, Sic bo hoàn toàn dựa trên may mắn vì mỗi lần tung xúc xắc đều quyết định thắng hay thua trong mọi cược. Trong khi đó, trong craps, một số cược yêu cầu kết quả xúc xắc cụ thể trước khi chúng trở thành cược thắng hoặc thua, từ đó khuyến khích người chơi sử dụng chiến lược.

## Tỷ lệ% các cửa trong game tài xỉu
| Tên                                                                        | Sự kiện cá cược | Xác suất                    | Vương quốc Anh                   | Vương quốc Anh | New Zealand                       | New Zealand   | Macau và Hồng Kông               | Macau và Hồng Kông | Không tỷ lệ nhà cái                                        |
| Tên                                                                        | Sự kiện cá cược | Xác suất                    | Tỷ lệ                            | Tỷ lệ nhà cái  | Tỷ lệ                             | Tỷ lệ nhà cái | Tỷ lệ                            | Tỷ lệ nhà cái      | Tỷ lệ                                                      |
| -------------------------------------------------------------------------- | --- | --------------------------- | -------------------------------- | -------------- | --------------------------------- | ------------- | -------------------------------- | ------------------ | ---------------------------------------------------------- |
| Lớn (大)                                                                   | Tổng điểm từ 11 đến 17 (bao gồm cả) trừ trường hợp bộ ba                                                                        | 48.61%                      | 1 đến 1                          | 2.78%          | 1 đến 1                           | 2.78%         | 1 đến 1                          | 2.78%              | 37 đến 35                                                  |
| Nhỏ (小)                                                                   | Tổng điểm từ 4 đến 10 (bao gồm cả) trừ trường hợp bộ ba                                                                         | 48.61%                      | 1 đến 1                          | 2.78%          | 1 đến 1                           | 2.78%         | 1 đến 1                          | 2.78%              | 37 đến 35                                                  |
| Lẻ                                                                         | Tổng điểm là số lẻ trừ trường hợp bộ ba                                                                                         | 48.61%                      | 1 đến 1                          | 2.78%          | 1 đến 1                           |               |                                  | 37 đến 35          |                                                            |
| Chẵn                                                                       | Tổng điểm là số chẵn trừ trường hợp bộ ba                                                                                       | 48.61%                      | 1 đến 1                          | 2.78%          | 1 đến 1                           |               |                                  | 37 đến 35          |                                                            |
| Bộ ba cụ thể (圍一 圍二 圍三 圍四 圍五 圍六)                               | Một số cụ thể sẽ xuất hiện trên cả ba con xúc xắc                                                                               | 0.46%                       | 180 đến 1                        | 16.2%          | 180 đến 1                         | 16.2%         | 150 đến 1                        | 30.1%              | 215 đến 1                                                  |
| Đôi cụ thể                                                                 | Một số cụ thể sẽ xuất hiện trên ít nhất hai trong ba con xúc xắc                                                                | 7.41%                       | 10 đến 1                         | 18.5%          | 11 đến 1                          | 11.1%         | 8 đến 1                          | 33.3%              | 25 đến 2                                                   |
| Bộ ba bất kỳ hoặc tất cả 'Alls' (全圍)                                     | Bất kỳ bộ ba nào sẽ xuất hiện                                                                                                   | 2.8%                        | 30 đến 1                         | 13.9%          | 31 đến 1                          | 11.1%         | 24 đến 1                         | 30.6%              | 35 đến 1                                                   |
| Tổng Ba xúc xắc (một tổng điểm cụ thể trong khoảng từ 4 đến 17 bao gồm cả) | 4 hoặc 17 | 1.4%                        | 60 đến 1                         | 15.3%          | 62 đến 1                          | 12.5%         | 50 đến 1                         | 29.2%              | 71 đến 1                                                   |
| Tổng Ba xúc xắc (một tổng điểm cụ thể trong khoảng từ 4 đến 17 bao gồm cả) | 5 hoặc 16 | 2.8%                        | 30 đến 1                         | 13.9%          | 31 đến 1                          | 11.1%         | 18 đến 1                         | 47.2%              | 35 đến 1                                                   |
| Tổng Ba xúc xắc (một tổng điểm cụ thể trong khoảng từ 4 đến 17 bao gồm cả) | 6 hoặc 15 | 4.6%                        | 18 đến 1                         | 12%            | 18 đến 1                          | 12%           | 14 đến 1                         | 30.6%              | 103 đến 5                                                  |
| Tổng Ba xúc xắc (một tổng điểm cụ thể trong khoảng từ 4 đến 17 bao gồm cả) | 7 hoặc 14 | 6.9%                        | 12 đến 1                         | 9.7%           | 12 đến 1                          | 9.7%          | 12 đến 1                         | 9.7%               | 67 đến 5                                                   |
| Tổng Ba xúc xắc (một tổng điểm cụ thể trong khoảng từ 4 đến 17 bao gồm cả) | 8 hoặc 13 | 9.7%                        | 8 đến 1                          | 12.5%          | 8 đến 1                           | 12.5%         | 8 đến 1                          | 12.5%              | 65 đến 7                                                   |
| Tổng Ba xúc xắc (một tổng điểm cụ thể trong khoảng từ 4 đến 17 bao gồm cả) | 9 hoặc 12 | 11.6%                       | 7 đến 1                          | 7.4%           | 7 đến 1                           | 7.4%          | 6 đến 1                          | 19%                | 191 đến 25                                                 |
| Tổng Ba xúc xắc (một tổng điểm cụ thể trong khoảng từ 4 đến 17 bao gồm cả) | 10 hoặc 11 | 12.5%                       | 6 đến 1                          | 12.5%          | 6 đến 1                           | 12.5%         | 6 đến 1                          | 12.5%              | 7 đến 1                                                    |
| Kết hợp xúc xắc                                                            | Hai trong ba xúc xắc sẽ hiển thị một kết hợp cụ thể của hai số khác nhau (ví dụ, một 3 và một 4)                                | 13.9%                       | 6 đến 1                          | 2.8%           | 6 đến 1                           | 2.8%          | 5 đến 1                          | 16.7%              | 31 đến 5                                                   |
| Cược trên một xúc xắc                                                      | Số cụ thể 1, 2, 3, 4, 5 hoặc 6 sẽ xuất hiện trên một, hai hoặc cả ba xúc xắc                                                    | 1: 34.72% 2: 6.94% 3: 0.46% | 1: 1 đến 1 2: 2 đến 1 3: 3 đến 1 | 7.9%           | 1: 1 đến 1 2: 2 đến 1 3: 12 đến 1 | 3.7%          | 1: 1 đến 1 2: 2 đến 1 3: 3 đến 1 | 7.9%               | 1: 1 đến 1 2: 3 đến 1 3: 5 đến 1 (phiên bản đơn giản nhất) |
| Kết hợp bốn số                                                             | Bất kỳ ba trong bốn số trong một trong các kết hợp cụ thể sau sẽ xuất hiện: 6, 5, 4, 3; 6, 5, 3, 2; 5, 4, 3, 2; hoặc 4, 3, 2, 1 | 11.1%                       | 7 đến 1                          | 11.1%          | 7 đến 1                           | 11.1%         | 7 đến 1                          | 11.1%              | 8 đến 1                                                    |
| Kết hợp ba số đơn                                                          | Các xúc xắc sẽ hiển thị một kết hợp cụ thể của ba số khác nhau                                                                  | 2.8%                        | 30 đến 1                         | 13.9%          | 30 đến 1                          | 13.9%         |                                  |                    | 35 đến 1                                                   |
| Kết hợp Đôi và Số đơn cụ thể                                               | Hai trong ba xúc xắc sẽ hiển thị một đôi cụ thể và xúc xắc thứ ba sẽ hiển thị một số cụ thể, khác biệt                          | 1.4%                        | 50 đến 1                         | 29.2%          | 60 đến 1                          | 15.3%         |                                  | 71 đến 1           |                                                            |

Các cược phổ biến nhất là "Lớn" và "Nhỏ".

## Các biến thể
Grand Hazard là một trò chơi đánh bạc xuất phát từ Anh Quốc, cũng được chơi với ba xúc xắc. Nó khác biệt với Hazard, một trò chơi đánh bạc khác cũng có nguồn gốc từ Anh Quốc, được chơi với hai xúc xắc. Có thể ném xúc xắc bằng cách dùng một cốc hoặc để xúc xắc lăn xuống một ống dẫn có một loạt mặt nghiêng ("ống dẫn hazard") làm cho xúc xắc quay lộn về mặt khi rơi. Khi có ba xúc xắc cùng số, được gọi là "raffles" và trả lương với tỷ lệ 18 đến 1.
Chuck-a-luck, còn được gọi là "sweat cloth", "chuckerluck" và birdcage, là một biến thể ở Hoa Kỳ, có nguồn gốc từ Grand Hazard. Ba xúc xắc được giữ trong một thiết bị giống như một cái lồng chim bằng khung dây và quay quanh tâm của nó. Người chia bài xoay lồng lên xuống, với xúc xắc rơi vào đáy. Chuck-a-luck thường chỉ có cược vào một số duy nhất, đôi khi kèm theo cược thêm cho "triple" (cả ba xúc xắc cùng hiển thị một số giống nhau) với tỷ lệ 30 đến 1 (hoặc gần đó). Chuck-a-luck trước đây thường xuất hiện trong các sòng bạc ở Nevada, nhưng hiện nay ít gặp, thường đã được thay thế bằng bàn sic bo.

## Quy định xúc xắc
1. Nếu một con xúc xắc đổ ra nằm nghiêng so với một con xúc xắc khác hay so với ống kính thì được gọi là "cock dice" và nhà cái sẽ quay lại. KHÔNG có vé cược nào được huỷ hoặc hoàn trả.
2. Trường hợp xúc xắc nẩy lên ít hơn 3 lần, kết quả sẽ không được tính. Khi có bất kỳ xúc xắc nào không xoay, lượt xổ đó sẽ hủy và xổ lại ngay sau đó. Cược đã đặt sẽ không được rút lại
3. Bất kì trò chơi với kết quả sai trong hệ thống sẽ được chỉnh sửa lại. Tất cả vé cược sẽ được tính lại với kết quả chính xác.
4. Nếu người chơi bị ngắt kết nối trong quá trình tham gia vì vấn đề mạng xảy ra, vé cược của người chơi sẽ được lưu lại và vẫn thanh toán theo dựa trên kết quả của ván đó. Người chơi có thể xem lại kết quả của vòng cược đó trong Lịch sử Cược.